# Fallait pas !…
Ne doit pas être confondu avec Fallait pas.
Pour plus de détails, voir Fiche technique et Distribution.
Fallait pas !… est un film français de 1996 réalisé par Gérard Jugnot.

## Synopsis
DRH d’entreprise, Bernard Leroy revient d'un « stage commando » organisé par son entreprise, et doit rejoindre le manoir de sa future belle-famille où ses parents, beaux-parents et fiancée l'attendent : son mariage a lieu le lendemain. Mais un accident de voiture sur une route de montagne l'oblige à demander de l'aide dans un chalet, qui se révèle être le repaire d'une secte dont le gourou, Magic, s'apprête à éliminer les membres.
Prisonnier du chalet, Bernard entraîne dans sa fuite Sébastien, un adepte peureux, et parvient à voler la voiture du gourou juste avant que des explosifs ne réduisent le chalet en cendres. Le problème est que la voiture contient également une mallette renfermant deux millions de dollars qui devait être remise au docteur Simpson, richissime psychiatre et illuminé notoire. Le gourou et son comptable se lancent donc à la poursuite des deux fugitifs, tandis que, de leur côté, Bernard et Sébastien trouvent temporairement refuge à l’hôtel après avoir tenté de prévenir la police. Ne parvenant pas à retrouver les fugitifs, Magic et Solomuka ( c' est qui ?) tombent par hasard sur le carton d’invitation au mariage de Bernard et décident de se rendre au manoir pour l’y attendre et, éventuellement, prendre sa famille en otage.
La fiancée de Bernard, Constance, déjà troublée au cours de la soirée par l’excentricité des « parents » de Bernard, en fait deux acteurs qu’il a engagés, n’est pas dupe du comportement des deux individus. Leur demandant des explications supplémentaires, elle est hypnotisée par Magic et s’endort d’un sommeil profond. Pendant ce temps, les sbires du docteur Simpson lancés à la poursuite de Sébastien après une confrontation houleuse avec Magic débarquent dans la chambre d’hôtel, prennent les deux hommes en otages et les emmènent dans un coin de montagne reculé. Bernard parvient à s’échapper grâce à Sébastien qui vole la voiture des deux hommes et récupère ce dernier avant d’avoir un accident quelques mètres plus loin. Lancés dans une course contre la montre pour rapporter la mallette avant que le manoir ne soit dynamité avec tous ses occupants, les deux fugitifs arrivent finalement à rallier le château et sont maîtrisés par le gourou et le comptable.
Alors que tout semble perdu et que le gourou s’apprête à déclencher l’explosion fatale, bien à l’abri dans sa voiture, c’est cette dernière qui explose, à la surprise générale. Quelques instants plus tard, Sébastien donne l’explication : prétextant la repentance envers son gourou, il a subtilisé discrètement le détonateur et l’a placé dans le manteau de ce dernier, rempli d’explosifs.

## Lieux de tournage
Le tournage s'est déroulé au printemps 1996 en Isère et en Savoie à Val d'Isère, Villaroger, Sainte-Foy-Tarentaise, le Fort d'Aiton, le Fort Barraux, à Montmélian, Challes-les-Eaux, Saint-Alban-Leysse et au Château du Touvet.

## Fiche technique
- Titre original : Fallait pas !..
- Réalisateur : Gérard Jugnot, assisté de David Artur
- Scénario : Gérard Jugnot, Philippe Lopes-Curval
- Dialogues : Philippe Lopes-Curval
- Société de production : Ciby 2000 et TF1 Films Production
- Production : Alain Depardieu
- Musique originale : Khalil Chahine, Renaud
- Directeur de la photographie : Gérard de Battista
- Format : noir et blanc, couleur...
- Pays :  France /  Espagne
- Genre : comédie
- Durée : 95 minutes
- Date de sortie : 
  - France : 20 novembre 1996
  - Espagne : 16 janvier 1998

## Distribution
- Gérard Jugnot : Bernard Leroy
- François Morel : Sébastien Coulibœuf
- Michèle Laroque : Constance
- Martin Lamotte : Aimé Solomuka
- Jean Yanne : Magic
- Micheline Presle : La "mère" de Bernard
- Claude Piéplu : Le "père" de Bernard
- Sophie Desmarets : La mère de Constance
- Jacques Jouanneau : Le père de Constance
- Thierry Lhermitte : Docteur Simpson
- Annie Grégorio : Thérèse
- Marine Mazéas : Gwenaëlle
- Bruno Slagmulder : Le frère de Constance
- Maurice Illouz : Un gendarme
- Bonnafet Tarbouriech : Un gendarme
- Philippe Sturbelle : Un gendarme
- Éric Prat : Un gendarme
- Jean-François Chaintron : Le patron de Bernard
- Hubert Saint-Macary : Un collègue de Bernard
- Philippe Beglia : Le gérant de l'hôtel
- Pascal Elbé : L'employé de la station service
- Pierre Chevallier : Le chauffeur du bus
- David Douillet : Tcherno, un sbire du Dr Simpson
- Maxime Leroux : Un autre sbire du Dr Simpson
- Thierry Heckendorn : Le commissaire
- Xavier Vilsek : Un inspecteur
- Bernard Larmande : Un inspecteur
- Marcel Houde : Le vieil homme
- Carole Brenner : La femme à la fenêtre
- Didier Caron : Le boulanger
- Joël "Zoone" Besse : Le traiteur
- Didier Rousset : Le cuisinier
- Pétronille Moss : La livreuse
- Jean-Pierre Malignon : Un veneur
- Annie Jouzier : Une amie de Constance
- Laurent Faller : Un technicien support clients

## Commentaire
- Le film est largement inspiré de faits divers liés aux sectes dans les années 1990. Les suicides collectifs du Temple solaire tout d'abord, mais aussi les constructions fantasques du Mandarom, que le film parodie à plusieurs reprises.
- La chanson du générique de fin, Fallait pas, est interprétée par le chanteur français Renaud. On peut également noter la présence à la batterie de Manu Katché
- Ce film met en avant une voiture Tatra 603[1], rare et méconnue, qui finit malheureusement brûlée.
- A 1h28, lors de la cohue provoquée par la chute des billets, on peut entendre "Touche pas au grisbi, salope !", célèbre réplique de maître Folace (Francis Blanche), notaire du film Les Tontons flingueurs.
- Pascal Elbé tient ici son premier rôle au cinéma : il joue le rôle du caissier de la station-service.
- David Douillet tient le rôle d'un tueur au service du Dr Simpson. Par ailleurs, lorsque le générique de fin présente le casting du film, un médaille d'or animée a été rajoutée autour du cou de Douillet.